# Ipomoea wallii
Ipomoea wallii là một loài thực vật có hoa trong họ Bìm bìm. Loài này được (Morren) Hemsl. mô tả khoa học đầu tiên năm 1882.